# 罗马诺·福利
罗马诺·福利（義大利語：Romano Fogli，1938年1月21日—2021年9月21日），意大利男子足球运动员，场上位置是中场。他曾代表意大利国家队参加1966年国际足联世界杯，结果获得第九名。